# Solenobia pinkeri
Solenobia pinkeri är en fjärilsart som beskrevs av Leo Sieder 1964. Solenobia pinkeri ingår i släktet Solenobia och familjen säckspinnare. Inga underarter finns listade i Catalogue of Life.